# Nordbøåsane
Nordbøåsane är en tätort i Midt-Telemarks kommun i Telemark fylke i södra Norge. Orten ligger vid sidan av riksväg 36, på södra sidan av Bøelva, väster om kommunens centralort Bø.